# محمد أمين حمية
محمد أمين حمية مواليد 5 أكتوبر 1989 في بوروبة، الجزائر، هو لاعب كرة قدم جزائري لعب لصالح اتحاد الجزائر في مركز مهاجم، وحاليا هو لاعب الاتحاد الرياضي السوفي.

## المسيرة الاحترافية

### أندية لعب لها
- شبيبة سكيكدة
- أولمبي المدية
- شباب بلوزداد
- اتحاد الجزائر

## روابط خارجية
- محمد أمين حمية على موقع قاعدة بيانات كرة القدم.إي يو (الإنجليزية)
- محمد أمين حمية على موقع Soccerway.com (الإنجليزية)